# Hansaplast
 (janvier 2022).
Si vous disposez d'ouvrages ou d'articles de référence ou si vous connaissez des sites web de qualité traitant du thème abordé ici, merci de compléter l'article en donnant les références utiles à sa vérifiabilité et en les liant à la section « Notes et références ».

Logo de la marque Hansaplast

Hansaplast est une marque créée en 1922 par le groupe Beiersdorf, elle se spécialise dans les produits de premiers secours, notamment les pansements, ainsi que divers produits de parapharmacie : anti-insectes, soins de la peau (ampoules…), compresses et sparadraps, produits ORL (sprays et bains de bouche) et préservatifs.
La marque est numéro 1 des premiers soins en Europe avec une part de marché de 35 %.[réf. nécessaire]